# Pittosporum coriaceum
Pittosporum coriaceum là một loài thực vật thuộc họ Pittosporaceae. Đây là loài đặc hữu của Macaronesia, và do bị tuyệt chủng ở quần đảo Canaria, hiện nay chúng chỉ còn ở quần đảo Madeira, Bồ Đào Nha. Chúng hiện đang bị đe dọa vì mất môi trường sống.